# Acanthogyrus (Acanthosentis)
Acanthogyrus (Acanthosentis) is een ondergeslacht binnen de stam van de haakwormen, behorend tot het geslacht Acanthogyrus. Het ondergeslacht werd in 1929 beschreven door Verma & Datta.

## Soorten
- Acanthogyrus (Acanthosentis) acanthuri
- Acanthogyrus (Acanthosentis) adriaticus
- Acanthogyrus (Acanthosentis) anguillae
- Acanthogyrus (Acanthosentis) arii
- Acanthogyrus (Acanthosentis) indicus
- Acanthogyrus (Acanthosentis) oligospinus